# پرلیتس
پرلیتس (به چکی: Přelíc) یک منطقهٔ مسکونی در جمهوری چک است که در شهرستان کلادنو واقع شده‌است. پرلیتس ۳٫۷۹ کیلومتر مربع مساحت و ۳۵۰ نفر جمعیت دارد و ۲۸۹ متر بالاتر از سطح دریا واقع شده‌است.